# Velké Březno
Velké Březno è un comune della Repubblica Ceca facente parte del distretto di Ústí nad Labem, nella regione omonima.

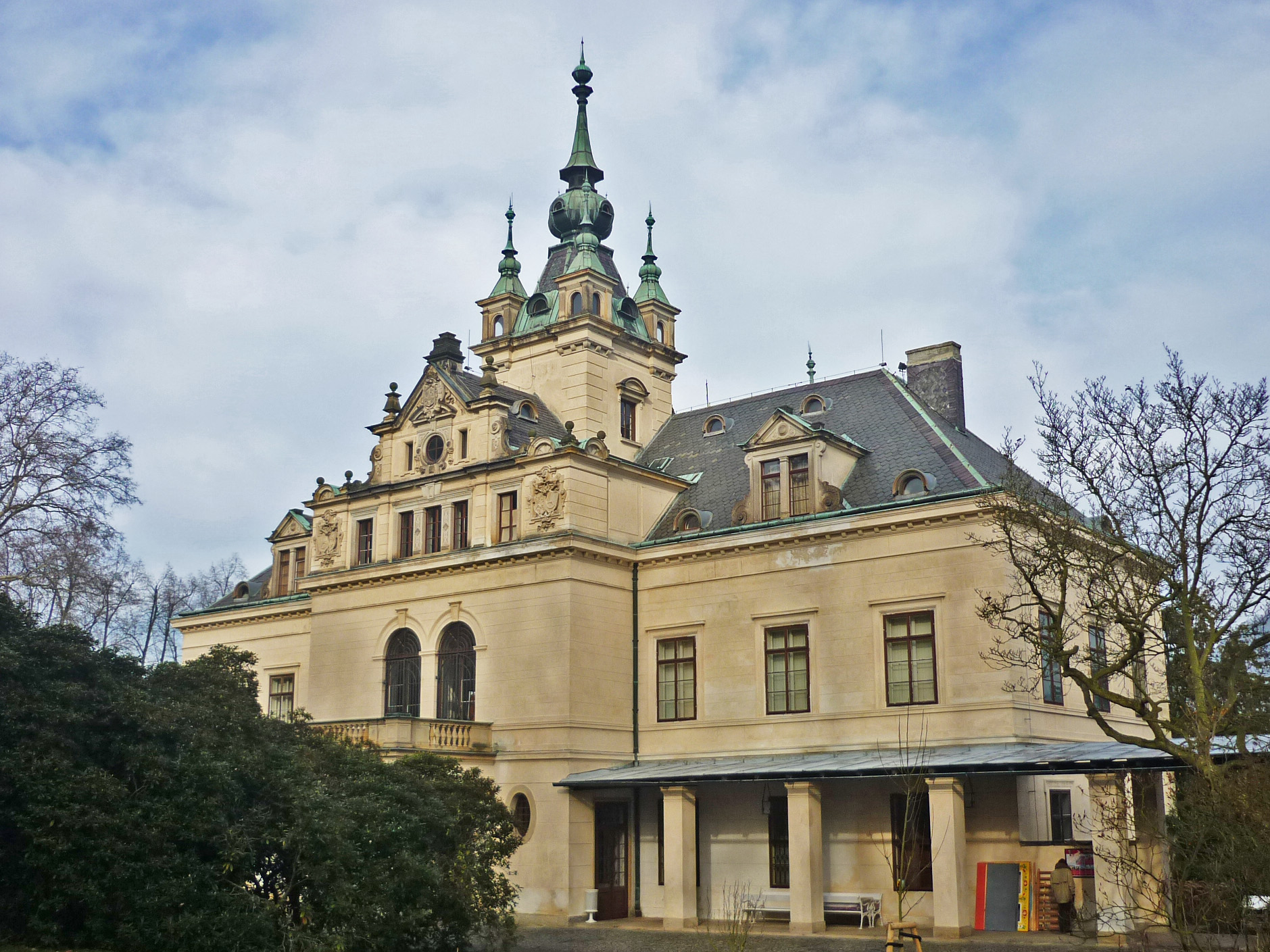
Il castello nuovo di Velké Březno

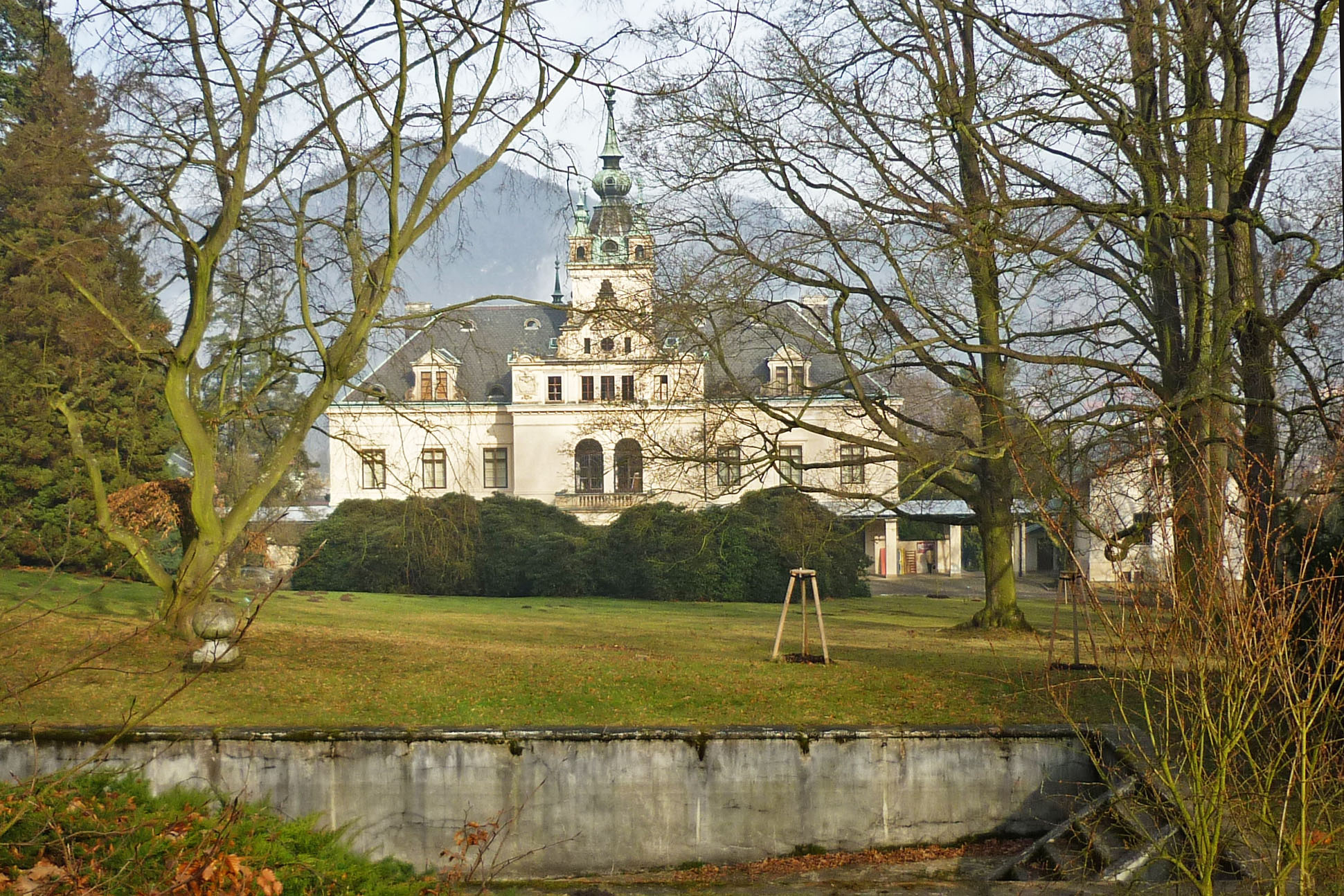
Il castello con il parco

## Il castello nuovo
Un castello in stile impero era stato fatto edificare nel 1842 dal conte Karel Chotek, su progetto dell'architetto Ludwig Förster.  Alla fine del XIX secolo l'edificio fu ricostruito in forma di villa neorinascimentale al centro di un parco di interesse naturalistico e paesaggistico.
Gli interni storici, con arredamenti d'epoca, tramandano la memoria della nobile famiglia dei Chotek von Chotkow und Wognin.  Nel castello visse Sophie Chotek von Chotkowa, moglie morganatica dell'arciduca Francesco Ferdinando d'Asburgo-Este, uccisa con lui nell'attentato di Sarajevo.